# Всесвітній день дикої природи
20 грудня 2013 року на своїй 68-й сесії Генеральна Асамблея ООН (ГА ООН) у своїй резолюції ООН 68/205 [Архівовано 10 червня 2019 у Wayback Machine.] проголосила 3 березня - день підписання Конвенції про міжнародну торгівлю видами дикої фауни та флора, що перебувають під загрозою зникнення (CITES) в 1973 році, як Всесвітній день дикої природи, з метою підвищення обізнаності про диких тварин та рослин у світі. Секретаріат CITES було визначено координатором з дотримання цього дня для дикої природи в календарі ООН. 

## Постанова Генеральної Асамблеї ООН
У своїй резолюції Генеральна Асамблея підтвердила внутрішню цінність дикої природи та її різноманітний внесок, включаючи екологічний, генетичний, соціальний, економічний, науковий, освітній, культурний, рекреаційний та естетичний, у сталий розвиток та добробут людини.
Генеральна Асамблея взяла до відома результати 16-го засідання Конференції Сторін CITES, що відбулося в Бангкоку 3 — 14 березня 2013 року, зокрема Резолюції конф. 16.1, визначивши 3 березня Всесвітнім днем дикої природи з метою святкування та підвищення обізнаності про дику фауну та флору у світі, та визнав важливу роль CITES у забезпеченні того, щоб міжнародна торгівля не загрожувала виживанню видів.
Генеральна Асамблея просила Секретаріат CITES у співпраці з відповідними організаціями системи ООН сприяти здійсненню Всесвітнього дня дикої природи.

## Теми
2021: Тема 2021 — «Ліси та засоби до існування: підтримка людей та планети»
2020: Тема 2020 — «Підтримка всього життя на землі»
2019: Тема 2019 — «Життя під водою: для людей та планети»
2018: Тема 2018 — «Великі коти — хижаки під загрозою».
2017: Тема 2017 — «Слухай молоді голоси».
2016: Тема 2016 року — «Майбутнє дикої природи в наших руках», з підтемою «Майбутнє слонів у наших руках».
2015: Тема 2015 — «Час серйозно зайнятися злочинністю проти дикої природи».